# Karlheinz Schäfer (Bildhauer)
Karlheinz Schäfer (* 1941 in Kaiserswalde, Kreis Schluckenau) ist ein deutscher Bildhauer.

## Biografie
Schäfer absolvierte von 1956 bis 1961 eine Lehre als Porzellanmodelleur an der Staatlichen Porzellan-Manufaktur Meißen. Nach kurzzeitigem Studium an der Hochschule für Bildende Künste Dresden arbeitete er von 1964 bis 1966 als Steinmetz in Meißen. Prägend für ihn waren in dieser Zeit zahlreiche Begegnungen mit Gleichgesinnten und angehenden Künstlern auf Schloss Scharfenberg, nahe Meißen, aus denen zum Teil lebenslange Freundschaften hervorgingen, so die mit dem Maler, Bühnenbildner und Regisseur Achim Freyer oder dem Dresdner Maler Gunter Herrmann.
1967 wurde Schäfer Meisterschüler für Plastik bei Fritz Cremer an der Akademie der Künste Berlin (Ost). Nach Beendigung der Meisterschule und ersten negativen Erfahrungen bei der Übernahme staatlicher Aufträge, die aufgrund der geforderten künstlerischen Zugeständnisse nicht realisiert wurden, arbeitete Schäfer ab 1970 in Verweigerung und Konfrontation zur offiziellen DDR-Ideologie-Kunst und wurde zu einem der wichtigen Vertreter der Avantgarde dieser Zeit in der DDR. Er trat damals vor allem mit einer Serie von Kartonplastiken als Beschreibungen und satirischen Kommentaren der DDR-Realität in Erscheinung. Mit anderen ausgegrenzten Künstlern – Wasja Götze, A. R. Penck, Wilhelm Müller u. a. – nahm er an wichtigen Untergrundausstellungen in Dresden und in der Berliner EP Jürgen Schweinebraden teil. 1977 schuf er Bühnenbild und Kostüme für die Kammeroper „R. Hot bzw. die Hitze“ von Friedrich Goldmann (Libretto: Thomas Körner nach J. M. R. Lenz) an der Deutschen Staatsoper Berlin. Es schlossen sich weitgehend unöffentliche Jahre an, in denen Schäfer nach einer Neuorientierung seiner Arbeit suchte. Die fand er zu Beginn der 1980er Jahre durch die Auseinandersetzung mit Dantes „Göttlicher Komödie“, in deren Folge ihm – in weitester Form – wieder das Abbilden des Menschen künstlerisch möglich wurde.
1987 siedelte Schäfer nach West-Berlin über. Hier griff er erneut den Karton als Arbeitsmaterial auf und entwickelte zugleich fragile, hohle plastische Objekte aus Pappmaché, um auf die veränderte Situation im Westen zu antworten.
Seit 1996 ist Schäfers bevorzugtes Material wieder der Stein, vor allem der Kalkstein aus dem Unstruttal, wie er in dieser Gegend vielfach verbaut und verwendet wurde und aus Abbruchgebäuden verfügbar ist. Bedingt durch die erweiterten Möglichkeiten, die sich für ihn daraus ergaben, verlagerte er – bis auf eine Gastprofessur an der Universität der Künste Berlin in den Jahren 1998/99 – seinen Arbeitsschwerpunkt zunehmend aufs Land. Schäfer lebt und arbeitet in Branderoda nahe Naumburg (Saale).

## Einzelausstellungen
- 1977: Arbeiten aus dem Jahr 1972, Galerie Jürgen Schweinebraden, Berlin
- 1982: Malerei, Plastik, Zeichnungen, Galerie im Turm, Berlin
- 1987: Malerei, MORA, Berlin
- 1988: Raum-Schweigen, MORA, Berlin; Galerie Manfred Giesler, Berlin
- 1990: Zeichnungen – Ölbilder – Plastiken, Werkstatt-Galerie Kaleidoskop, Trier
- 1995: Malerei und Plastik, Nerly Erfurt
- 1996: Malerei und Plastik, Oberlausitzer Kunstverein, Görlitz
- 2003: Dauer und Verwandlung, Landschaftsaquarelle und Holzskulpturen, Michaeliskirche Erfurt
- 2011: Plastik und Malerei, WeinGalerie im Schweigenberg, Freyburg a.d. Unstrut
- 2014: Blätter zur Göttlichen Komödie, Ausstellung aus Anlass der Jahrestagung der Deutschen Dante-Gesellschaft 2014, Galerie der Universitäts- und Landesbibliothek Münster
- 2017: Malerei und Plastik, Sommergalerie Schleberoda bei Freyburg (Unstrut)
- 2024: Schwarz Rot Gelb, Galerie Irrgang Fine Arts, Berlin

## Gruppenausstellungen
- 1971: Ausstellung in Privaträumen des Chemikers und Kunstfreunds Eberhard Gäbler, gemeinsam mit Horst Bartnig, Wasja Götze, Ralf Winkler (A. R. Penck), Harald Gallasch, Wolfgang Opitz, Steffen Wolf-Peter Kuhnert (Steffen Terk), Peter Herrmann und Wilhelm Müller[2]
- 1972: Meisterschüler, Akademie der Künste, Berlin
- 1973: Karlheinz Schäfer, A. R. Penck mit Gruppe Lücke – Untergrundende, Zeit im Bild-Gebäude, Dresden
- 1976: Hommage an Robert Filliou, Galerie Jürgen Schweinebraden, Berlin
- 1981: Zeichnungen Berliner Künstler, Galerie Oben, Karl-Marx-Stadt (Chemnitz) / Kleinplastiken und Zeichnungen, Otto-Nagel-Haus, Berlin
- 1982 und 1983: Plastik zum Begreifen, Domstift, Brandenburg
- 1989: Künstler der Galerie, MORA, Berlin
- 1990: Ausgebürgert, Albertinum, Dresden; Deichtorhallen Hamburg / Grafik – Malerei – Plastik, Werkstatt-Galerie Kaleidoskop, Trier
- 1996–2008: Das szenische Auge – Bildende Kunst und Theater, Institut für Auslandsbeziehungen. Tourneestationen: Haus der Kulturen der Welt, Berlin; Royal Festival Hall, London; Museum of Contemporary Art, Skopje, Mazedonien, Museo de Arte Moderna MAM, Rio de Janeiro, Brasilien; Centro Municipal de Exposiciones, Montevideo, Uruguay; Museo de Arte Contemporáneo MAC, Santiago de Chile, Chile; The Contemporary Art Centre of Vilnius, Vilnius, Litauen; Valsts Makslas Muzejs Izstazu Zale Arsenals/Exhibition Hall Arsenals of the State Museum of Art, Riga, Lettland; Tallinna Kunstihoone galerii, Tallinn, Estland; Macedonian Museum of Contemporary Art, Thessaloniki, Griechenland; The Genia Schreiber University Art Gallery, Tel Aviv, Israel; Soros Gallery, Kiew, Ukraine; Theatre Baltiski Dom, St. Petersburg, Russische Föderation; Muzej "25. maj", Belgrad, Jugoslawien; The Tokushima Modern Art Museum, Tokushima, Japan; Samsung Museum of Modern Art: Rodin Gallery, Seoul, Südkorea; Centro Cultural Corp Group, Caracas, Venezuela; Christchurch Art Gallery, Christchurch, Neuseeland; Taman Budaya Yogyakarta, Yogyakarta, Indonesien; National Museum of Singapore, Singapur; Apeejay Media Arts Gallery, New Delhi, Indien; Performing Arts Centre KAD, Chiang Mai, Thailand; Guangdong Museum of Art, Guangzhou, China
- 1999: EXTREM, Akademie der Künste, Berlin
- 2014: ÜBER 80 FÜR 80, Kunsthaus der Achim Freyer Stiftung, Berlin[3]

## Sammlungen
- Akademie der Künste, Berlin[4]
- Institut für Auslandsbeziehungen, Stuttgart
- Kulturhistorisches Museum Görlitz – Kaisertrutz
- Kunsthaus der Achim Freyer Stiftung, Berlin
- Kupferstichkabinett Dresden
- private Sammlungen